# Honkinen (ö i Kehys-Kainuu, lat 64,54, long 29,16)
Honkinen är en ö i Finland. Den ligger i sjön Mikitänjärvi och i kommunen Hyrynsalmi i den ekonomiska regionen  Kehys-Kainuu  och landskapet Kajanaland, i den centrala delen av landet, 500 km norr om huvudstaden Helsingfors. Öns area är 7,8 hektar och dess största längd är 0,5 kilometer i öst-västlig riktning.